# Sinularia incompleta
Sinularia incompleta is een zachte koraalsoort uit de familie Alcyoniidae. De koraalsoort komt uit het geslacht Sinularia. Sinularia incompleta werd in 1983 voor het eerst wetenschappelijk beschreven door Verseveldt & Benayahu. 